# Wiesław Łabęcki
Wiesław Dominik Łabęcki (ur. 1 stycznia 1952 w Ostrowie Lubelskim) – oficer Wojska Polskiego, inżynier budowy dróg i mostów kolejowych, historyk. Regionalista, członek organizacji pozarządowych zajmujących się dziedzictwem kulturowym.
Wiesław Łabęcki jest synem Hieronima (1900-1977) i Leokadii z d. Kozyra (1920-1994). Żonaty z Haliną z d. Sikora (od 1974). Ma syna Pawła (1975) oraz córkę Annę Marię (1978).

## Historia rodziny
Rodzina Wiesława Łabęckiego ma bogate tradycje narodowowyzwoleńcze. Wuj Jan Łabęcki (1869-1961) walczył w latach 1919–1920 w wojnie polsko-bolszewickiej. Jan był także żołnierzem „Błękitnej Armii” generała Józefa Hallera. Czesław Łabęcki (1907-1979), syn Jana, ukończył Szkołę Podchorążych Piechoty w Ostrowi Mazowieckiej, kurs kawalerii w Grudziądzu i Centrum Szkolenia Oficerów Lotnictwa w Dęblinie. Był również absolwentem Centralnej Szkoły Wyszkolenia Strzeleckiego w Toruniu. Walczył z wojskami III Rzeszy i ZSRR w rejonach m.in. Mińska Mazowieckiego, pod Kałuszynem, Borkami i Kockiem. W czasie okupacji niemieckiej należał do Związku Walki Zbrojnej – Armii Krajowej. Po wojnie organizował wojskowe szkolnictwo lotnicze w Zamościu i Dęblinie. W okresie stalinizmu prześladowany za przynależność do przedwojennego korpusu oficerskiego.
Ignacy Roman Łabęcki (1903-1975), syn Józefa Łabęckiego (wujek stryjeczny Wiesława) walczył w wojnie polsko-bolszewickiej w 21. pułku piechoty. W latach 1940–1945 służył jako oficer-inżynier geodeta w Królewskich Siłach Powietrznych Wielkiej Brytanii (Royal Air Force) przy budowie lotnisk.
Ojciec Wiesława, Hieronim Łabęcki, walczył w wojnie polsko-bolszewickiej w latach 1919–1920; brał również udział w kampanii wrześniowej w 1939 r. Należał do tajnych organizacji walczących z niemieckim okupantem i w czerwcu 1942 roku został aresztowany. Poprzez lubelskie więzienie na Zamku trafił do niemieckich obozów koncentracyjnych: Auschwitz, Gross-Rosen i Sachsenhausen. W okresie represji stalinowskich, 15 czerwca 1950 r., został aresztowany wraz z całym zarządem Gminnej Spółdzielni „Samopomoc Chłopska” w Ostrowie Lubelskim przez Urząd Bezpieczeństwa Publicznego za sprzeciwianie się sowietyzacji kraju.

## Życiorys
Wiesław Łabęcki ukończył szkołę podstawową w Ostrowie Lubelskim, a następnie Technikum Kolejowe Ministerstwa Komunikacji w Lublinie. Po zdaniu matury studiował (w latach 1972–1976) w Wyższej Szkole Oficerskiej Wojsk Inżynieryjnych im. gen. Jakuba Jasińskiego we Wrocławiu. Ponadto ukończył studia magisterskie z historii w Wyższej Szkole Pedagogicznej w Zielonej Górze (1985) oraz studia podyplomowe w zakresie kryminalistyki na Wydziale Prawa i Administracji Uniwersytetu Wrocławskiego (1995). Od 1976 do 2002 roku pracował na różnych stanowiskach w Siłach Zbrojnych. W latach 1976–1977 był dowódcą plutonu w 10. Pułku Kolejowym w Przemyślu. W 1977 Wiesław Łabęcki wraz ze swoim pododdziałem modernizował linię kolejową na trasie Ostrów Wielkopolski-Leszno. W latach 1977–1978 w ramach przekwalifikowania oficerów ukończył kurs kontrwywiadu w Mińsku Mazowieckim. Od 1978 pracował jako oficer kontrwywiadu Wojskowej Służby Wewnętrznej, następnie zarządu II Sztabu Generalnego i od 1991 do 2001 roku – Wojskowych Służb Informacyjnych. Służbę zakończył jako zastępca dowódcy Jednostki Wojskowej 2695 w Krośnie Odrzańskim. W 2002 roku przeszedł na emeryturę. Za swoją działalność ppłk Wiesław Łabęcki został odznaczony Brązowym, Srebrnym i Złotym Medalem „za Zasługi dla Obronności Kraju”, Srebrnym Medalem „Siły Zbrojne w Służbie Ojczyzny”, „Złotym Krzyżem Zasługi”.

### Działalność organizacyjno-społeczna
Od 1990 roku Wiesław Łabęcki należy do Polskiego Związku Wędkarskiego.
Po przejściu na emeryturę Wiesław Łabęcki poświęcił się działalności na rzecz dziedzictwa kulturowego i regionalizmu. Był członkiem Gubińskiego Towarzystwa Kultury (GTK) (1996-2013) i w latach 2007–2009 współredagował wydawane przez GTK „Zeszyty Gubińskie”. Ponadto jako członek Stowarzyszenia Przyjaciół Ziemi Gubińskiej (SPZG) został sekretarzem-zastępcą prezesa zarządu SPZG (2008-2015). Był także sekretarzem Rady Miejskiej Seniorów w Gubinie (2005-2014), wolontariuszem w parafialnej świetlicy socjoterapeutycznej, jak również prezesem Parafialnego Zespołu Caritas parafii Trójcy Świętej w Gubinie (2003-2005). W latach 2000–2010 był sekretarzem Koła Numizmatycznego przy Gubińskim Domu Kultury. Organizował w lidze miejskiej Gubina zespoły piłki nożnej „Jaguar” (1997) oraz piłki siatkowej „Prezesi” (2005) i „Otwarte” (2007).
Prowadzi szeroką twórczość publicystyczną. Popularyzuje kulturę, historię, bezpieczeństwo, sport, dba o środowisko. Jest współtwórcą wydawanego od maja 2008 i redaktorem naczelnym (2008-2012) Biuletynu Stowarzyszenia Przyjaciół Ziemi Gubińskiej „Gubin i Okolice”. Na łamach lokalnej i regionalnej prasy (Wiadomości Gubińskie, Gazeta Lubuska, Gmina Gubin. Darmowe materiały informacyjno-promocyjne, Zeszyty Gubińskie, Echo Ostrowa, Ziemia Lubuska, Rocznik Świdnicki i Encyklopedia Świdnicy) opublikował ponad dwa tysiące artykułów. Przez 25 lat angażował się w rozwój sąsiedzkich kontaktów na pograniczu polsko-niemieckim. Współorganizował (jako przedstawiciel SPZG) wraz ze Stadt- und Industrie Museum w Guben Noce Muzeów Gubin-Guben. Współpracując z Gubener Heimatbund e.V. doprowadził w 2009 r. do stworzenia i otwarcia wystawy „Gubińskie środki komunikacji wczoraj i dziś”. Współorganizował w 2013 roku, jako koordynator z ramienia SPZG, wraz ze Stadt- und Industriemuseum Guben, Gubeńskim Heimatbundem, Gubińskim Domem Kultury, Młodzieżową Grupą „Otwarte” projekt kształcenia historycznego Polsko-Niemieckie Spotkania Edukacyjne „Od rycerzy do Okrągłego Stołu”.

### Członkostwo w organizacjach
- Gubińskie Towarzystwo Kultury (1996 – 2014)
- Towarzystwo Ziemi Ostrowa Lubelskiego (od 2002)
- Stowarzyszenie Przyjaciół Ziemi Gubińskiej (od 2006)
- Towarzystwo Regionalne Ziemi Świdnickiej (od 2015)
- Świdnicki Uniwersytet Trzeciego Wieku (od 2017)

### Nagrody
- 2009 – laureat nagrody starosty powiatu Krosno Odrzańskie za osiągnięcia w upowszechnianiu kultury;
- 2011 – laureat Lubuskiego Wawrzynu Naukowego za najlepszą książkę popularnonaukową w 2011 roku Alfabet gubińskich ulic. Alphabet der Gubiner Straßen;
- 2012 – laureat Gubińskiej Nagrody Kulturalnej im. Corony Schröter za szczególne osiągnięcia w dziedzinie kultury i dziedzictwa historycznego regionu Gubina;
- 2015 – laureat Nagrody Stowarzyszenia Przyjaciół Ziemi Gubińskiej „Złota Baszta” za upowszechnianie z pasją idei regionalizmu i dziedzictwa kulturowego Ziemi Gubińskiej, jak również za działalność społeczną na rzecz dziedzictwa kulturowego na pograniczu polsko-niemieckim[15][16][17].

### Odznaczenia
- 1980, 1990, 1999 – Medale Brązowy, Srebrny i Złoty za Zasługi dla Obronności Kraju[5];
- 1989 – Medal Srebrny Siły Zbrojne w Służbie Ojczyzny;
- 2001 – Złoty Krzyż Zasługi;
- 2004 – srebrna odznaka Polskiego Związku Wędkarskiego za Zasługi dla Wędkarstwa Polskiego;
- 2007, 2008 – brązowa odznaka Polskiego Związku Działkowców dla Zasłużonego Działkowca.

## Publikacje

### Książki
- Łabęcki W. D., Pilaczyński S. 2011. Alfabet gubińskich ulic. Alphabet der Gubiner Straßen. Wydawnictwo Stowarzyszenia Przyjaciół Ziemi Gubińskiej, Gubin.
- Łabęcki W. D. 2013. Wielotów i Witaszkowo. Przyczynek do historii. Wydawnictwo Stowarzyszenia Przyjaciół Ziemi Gubińskiej, Gubin.
- Łabęcki W. 2013. Cmentarze Gubina. Wydawnictwo Stowarzyszenia Przyjaciół Ziemi Gubińskiej. Gubin.
- Łabęcki W. D. 2014. Sękowice – Schenkendorf, Szkic historyczny. Wydawnictwo Stowarzyszenia Przyjaciół Ziemi Gubińskiej, Gubin.

### Rozdziały w książkach
- Pilaczyński S., Bakalarz J., Czabator J., Kuta D., Leda A., Łabęcki W. D., Niparko R., Rogowski W., Turowski S. (red.). 2010. Kalendarium Gubina 1945-2009. Stowarzyszenie Przyjaciół Ziemi Gubińskiej i Gubińskie Towarzystwo Kultury, Gubin. ISBN 978-83-927655-6-1.
- Łabęcki W. D. 2011. Rozdział XIII. Wojsko Polskie 1944-2010. W: Markiewicz M. (red.), Wojsko Polskie i żołnierze z Ostrowa Lubelskiego i okolicy. Ostrów Lubelski, s. 84–104. ISBN 978-83-62980-97-0.
- Łabęcki W. D. 2014. 60 lat gubińskiej fary w niebycie. Przyczyny i proces dojrzewania do odbudowy. W: Zalewski P., Bielinis-Kopeć B. (red.), Społeczeństwo obywatelskie a ochrona zabytków na pograniczu polsko-niemieckim. Zivilgesellschaft und Denkmalschutz im deutsch-polnischen Grenzgebiet. Materiały z międzynarodowej konferencji naukowej Gubin, 31.05. – 02.06.2012. Wyd. Warsztat Konserwatora Gubińskiej Fary, Gubin-Guben, s. 103–110. ISBN 978-83-64707-03-2.
- Łabęcki W. 2014. Szlakiem Atrakcyjnego krajobrazu 15. Południka. Fundacja Prołużycka, Krosno Odrzańskie i Lubsko, s. 168–197. ISBN 978-83-939811-0-6 i ISBN 978-83-933570-1-7.
- Łabęcki W. D. 2015. Etymologia nazwy miasta Gubin-Guben. W: Maksymowicz A. (red.), Ziemia Lubuska. Tom I. Muzeum Ziemi Lubuskiej w Zielonej Górze, Zielona Góra, s. 53–62. ISSN 2450-3355.
- Łabęcki W. D. 2015. Powstanie i działalność Stowarzyszenia Przyjaciół Ziemi Gubińskiej. W: Maksymowicz A. (red.), Ziemia Lubuska. Tom I. Muzeum Ziemi Lubuskiej w Zielonej Górze, Zielona Góra, s. 294–307. ISSN 2450-3355.
- Łabęcki W. D. 2016. Szabrownictwo na „ziemi obiecanej”, nie tylko na przykładzie Ziemi Gubińskiej. W: Maksymowicz A. (red.), Ziemia Lubuska. Tom II. Muzeum Ziemi Lubuskiej w Zielonej Górze. Zielona Góra, s. 89–111. ISSN 2450-3355.
- Łabęcki W. D. 2016. Jan Hanicz, czyli Jan Lechowski – ksiądz Ormianin z Pszenna. W: Barcicki M., Bartela K., Kotełko S., Rośkowicz W., Szwedo M. (red.), Rocznik Świdnicki 2015, tom 43. Towarzystwo Regionalne Ziemi świdnickiej, Świdnica, s. 110–118. ISSN 0137-3366.
- Łabęcki W. D. 2016. Kurka wodna skutecznym efektem działania drugiego ogólniaka. W: Barcicki M., Bartela K., Kotełko S., Rośkowicz W., Szwedo M. (red.), Rocznik Świdnicki 2015, tom 43. Towarzystwo Regionalne Ziemi świdnickiej, Świdnica, s. 133–140. ISSN 0137-3366.
- Łabęcki W. D. 2016. Stawy w Świdnicy. W: Bartela K., Kotełko S., Rośkowicz W., Szwedo M., Zagała P. (red.), Encyklopedia Świdnicy. Rozdział I Środowisko geograficzno-przyrodnicze. Gmina Miasto Świdnica, s. 1–6. ISBN 978-83-9286-843-9.
- Łabęcki W. D. 2017. Bodo Zimmermann (1902-1945). W: Bartela K., Kotełko S., Rośkowicz W., Szwedo M., Zagała P. (red.), Encyklopedia Świdnicy. Rozdział VI Wybitni i znani świdniczanie. Gmina Miasto Świdnica, s. 1–4. ISBN 978-83-9286-843-9.
- Łabęcki W. D. 2017. Szabrownictwo na Ziemi Świdnickiej. W: Barcicki M., Bartela K., Gryń-Chlebicka M., Ciesielski B., Kotełko S., Szwedo M. (red.), Rocznik Świdnicki 2016, tom 44. Towarzystwo Regionalne Ziemi świdnickiej, Świdnica, s. 98–118. ISSN 0137-3366.
- Łabęcki W. D. 2017. Wojsko Polskie w Świdnicy 1945-2016. W: Barcicki M., Bartela K., Gryń-Chlebicka M., Ciesielski B., Kotełko S., Szwedo M. (red.), Rocznik Świdnicki 2016, tom 44. Towarzystwo Regionalne Ziemi świdnickiej, Świdnica, s. 119–133. ISSN 0137-3366.
- Łabęcki W. D. 2017. Człowiek szlachetnego serca i umysłu Anatol Jan Omelaniuk (1932-2017). W: Barcicki M., Bartela K., Gryń-Chlebicka M., Ciesielski B., Kotełko S., Szwedo M. (red.), Rocznik Świdnicki 2016, tom 44. Towarzystwo Regionalne Ziemi świdnickiej, Świdnica, s. 154–155. ISSN 0137-3366.
- Łabęcki W. D. 2017. Szydłów – wieś, której już nie ma. W: Maksymowicz A. (red.), Ziemia Lubuska. Tom III. Muzeum Ziemi Lubuskiej w Zielonej Górze, Zielona Góra, s. 31–44. ISSN 2450-3355.